# Peatland (Minnesota)
Peatland es un territorio no organizado ubicado en el condado de Kittson en el estado estadounidense de Minnesota. En el Censo de 2010 tenía una población de 9 habitantes y una densidad poblacional de 0,1 personas por km².

## Geografía
Peatland se encuentra ubicado en las coordenadas 48°49′42″N 96°27′37″O / 48.82833, -96.46028. Según la Oficina del Censo de los Estados Unidos, Peatland tiene una superficie total de 94.22 km², de la cual 94.08 km² corresponden a tierra firme y (0.14%) 0.13 km² es agua.

## Demografía
Según el censo de 2010, había 9 personas residiendo en Peatland. La densidad de población era de 0,1 hab./km². De los 9 habitantes, Peatland estaba compuesto por el 100% blancos, el 0% eran afroamericanos, el 0% eran amerindios, el 0% eran asiáticos, el 0% eran isleños del Pacífico, el 0% eran de otras razas y el 0% pertenecían a dos o más razas. Del total de la población el 0% eran hispanos o latinos de cualquier raza.